# Język rusenu
Język rusenu, także nisa – prawie wymarły język papuaski z grupy timor-alor-pantar, używany we wschodniej części Timoru Wschodniego. Wyszedł z powszechnego użycia w I poł. XX w. Jego istnienie odnotował w 2007 r. holendersko-timorski lingwista Aone van Engelenhoven.
Przez dłuższy czas uchodził za wymarły. W 2007 r. odnaleziono zaledwie dwie osoby, które zachowały pewną znajomość tego języka.
Nie został bliżej opisany w literaturze. Zebrane dane sugerują, że jest blisko spokrewniony z językiem fataluku.